# MPMan F10
Pour les articles homonymes, voir Eiger (homonymie) et F10.

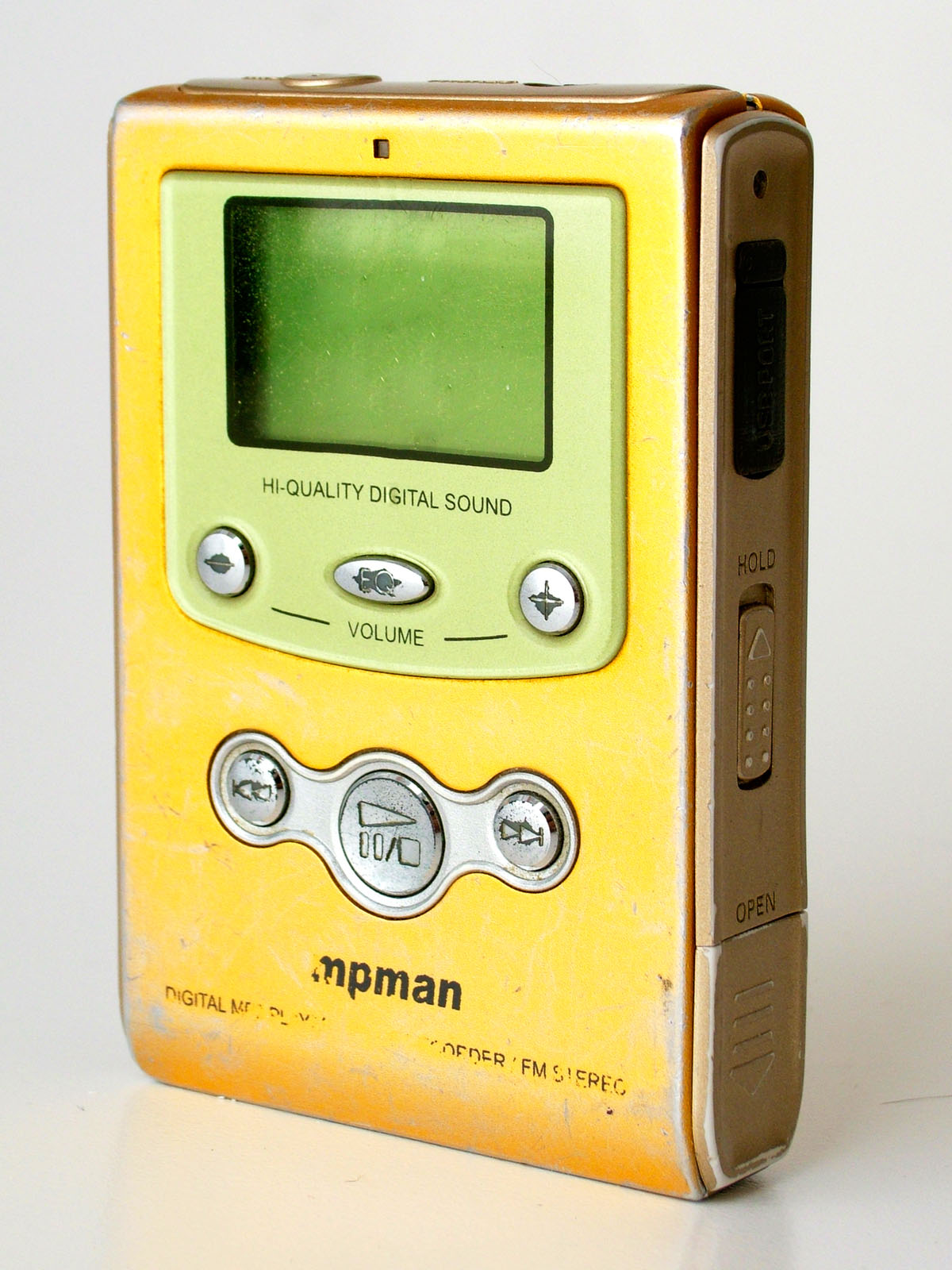
Photo du MPMan F10

Le MPMan F10 diminutif de Eiger Labs MPMan F10 fut le premier lecteur audio numérique portable vendu sur le marché nord-américain, développé par SaeHan Information Systems (dont le siège se trouve à Séoul, en Corée) et importé par Eiger Labs Inc. Le MPMan F10 fut le premier du genre dans ce qui allait devenir une nouvelle ère de l'audio portatif. Il s'agissait d'un lecteur portable d'une mémoire de 32 Mo, qui est sorti durant l'été 1998.
La mémoire de base de 32 Mo pouvait être étendue à 64 Mo en renvoyant le lecteur à Eiger Labs avec un chèque de 69 $, plus 7,95 $ de frais de port.
D'un encombrement de 91 mm de hauteur par 70 mm de largeur sur 16,5 mm d'épaisseur, il pesait un peu plus de 50 grammes. 
Le MPMan F20 lui a succédé avec des cartes SmartMedia 3,3 v expansion, et fonctionnait avec une seule pile AA au lieu de batteries rechargeables NiMH.
Le MPMan F10 n'a pas été bien accueilli, contrairement à son concurrent le Rio PMP300, qui est sorti peu après.
Le MPMan F10 a célébré son 10e anniversaire en mars 2008.

## Source
- (en) Cet article est partiellement ou en totalité issu de l’article de Wikipédia en anglais intitulé « Eiger Labs MPMan F10 » (voir la liste des auteurs).